# ريكاردو غدين
ريكاردو غدين (بالإيطالية: Riccardo Ghedin)‏ مواليد 5 ديسمبر 1985 في روما، هو لاعب كرة مضرب إيطالي يلعب باليد اليمنى. أعلى تصنيف له في الفردي كان المركز الـ 222 في سنة 2009. بينما في ازوجي وصل إلى 120.

## روابط خارجية
- ريكاردو غدين على موقع رابطة محترفي التنس (الإنجليزية)
- ريكاردو غدين على موقع الاتحاد الدولي لكرة المضرب (الإنجليزية)
- ريكاردو غدين على موقع خلاصة التنس.كوم (الإنجليزية)
- ريكاردو غدين على موقع إي إس بي إن.كوم (الإنجليزية)